# شوزم الشلال
شوزم الشلال (الاسم العلمي:Psiadia cataractae) هو نوع غير مؤكد من النباتات يتبع جنس الشوزم من الفصيلة النجمية.